# Las Omañas
Las Omañas è un comune spagnolo di 420 abitanti situato nella comunità autonoma di Castiglia e León.